# San Marinos administrativa indelning

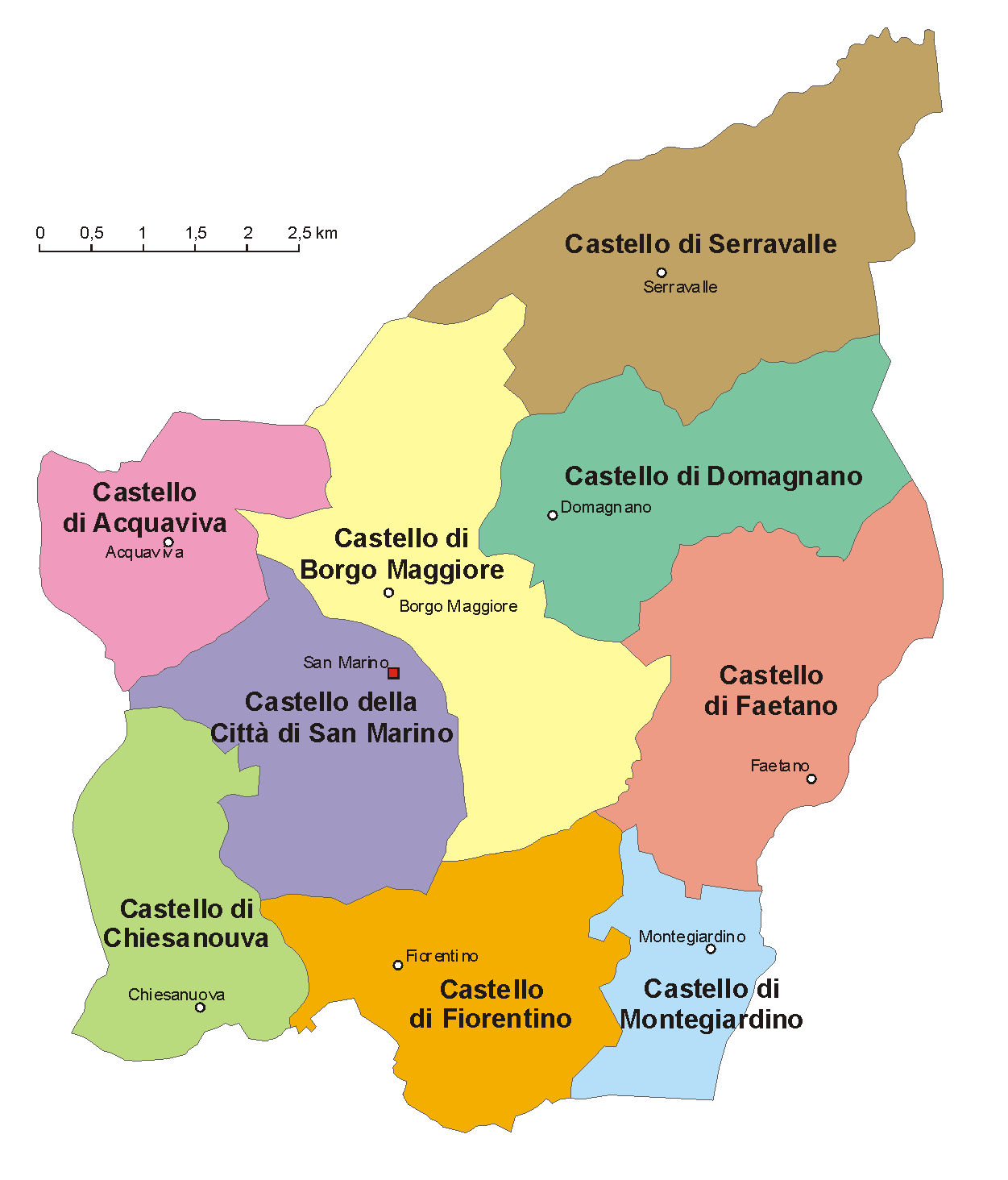
San Marinos administrativa indelning

San Marino ( italienska: Repubblica di San Marino) är administrativt indelat i 9 områden.
Nationen är geografiskt underdelad i 9 kommuner (castelli, singularis: castello), dessa underdelas i distrikt (byar, curazieeller frazione). Den största staden Dogana ingår i kommunen Serravalle, men har begärt att få egen kommunstatus.

## Castelli / Kommuner
| nr |  | område                                                       |  | yta (km²) | underdelningar |
| -- |  | ------------------------------------------------------------ |  | --------- | -------------- |
| 1  |  | Acquaviva Castello di Acquaviva                              |  | 4,86      | 2              |
| 2  |  | Borgo Maggiore Castello di Borgo Maggiore                    |  | 9,01      | 6              |
| 3  |  | Serravalle Castello di Serravalle                            |  | 10,50     | 8              |
| 4  |  | Domagnano Castello di Domagnano                              |  | 6,62      | 5              |
| 5  |  | San Marino stad Castello della Città di San Marino huvudstad |  | 7,09      | 7              |
| 6  |  | Faetano Castello di Faetano                                  |  | 7,75      | 4              |
| 7  |  | Chiesanuova Castello di Chiesanuova                          |  | 5,46      | 7              |
| 8  |  | Fiorentino Castello di Fiorentino                            |  | 6,57      | 3              |
| 9  |  | Montegiardino Castello di Montegiardino                      |  | 3,31      | 1              |